# Chilo dailingensis
Chilo dailingensis là một loài bướm đêm trong họ Crambidae.